# ارتش چهاردهم (ورماخت)
لشکر چهاردهم ورماخت (به آلمانی:14. Armee) یکی از لشکرهای وابسته به ارتش آلمان نازی (ورماخت) در جنگ جهانی دوم بود.

## فرماندهان
- ویلهلم لیست
- ابرهارد فون ماکنزن
- یواخیم لملزن
- فریدولین فون زنگر اوند اترلین
- هاینتس تسیگلر
- تراوگوت هر
- کورت فون تیپلسکیرش